# Park Jae-chan
Park Jae-chan (en hangul, 박재찬; nacido el 6 de diciembre de 2001), también conocido como Jaechan (en hangul, 재찬), es un cantante, actor y compositor surcoreano. Es miembro del grupo masculino de K-pop DKZ, y fue miembro de su subunidad Dongkiz I:Kan. Como actor, es conocido sobre todo por su interpretación de Choo Sang-woo en la serie dramática Semantic Error, de 2022.

## Vida personal
Park Jae-chan nació el 6 de diciembre de 2001 en Daegu, Corea del Sur. A los once años su familia se mudó a Mok-dong, Seúl. Su interés por la música comenzó en la escuela secundaria al escuchar las canciones de Justin Bieber. Abandonó la escuela después de terminar su primer año de secundaria y, en lugar de asistir a segundo y tercer año, se dedicó enteramente a prepararse como ídolo, practicando, escribiendo letras y componiendo música en la sala de ensayo. Se convirtió en aprendiz a los 17 años y debutó a los 19.
En 2022 ingresó en el Departamento de Radiodifusión y Entretenimiento de la Universidad Global Cyber, junto con sus compañeros.

## Carrera

### Como músico
Jaechan debutó oficialmente como miembro de Dongkiz con el lanzamiento de su álbum sencillo, Dongkiz on the Block, el 24 de abril de 2019. Es conocido como el rapero de Dongkiz. También escribió y produjo varias canciones para el grupo.
El 7 de julio de 2020 Jaechan y su compañero Munik de Dongkiz formaron el subgrupo Dongkiz I: Kan. Esta subunidad debutó con el álbum sencillo YOU.
El grupo de Jaechan cambió su nombre de Dongkiz a DKZ el 18 de marzo de 2022. En esta misma época el grupo alcanzó la fama gracias a la serie de género BL Semantic Error, lo que se tradujo también en un aumento de ventas de álbumes.
El 6 de septiembre de 2023 Jaechan hizo su debut como solista. Realizó una exhibición en Yes24 Live Hall, donde presentó su primer miniálbum en solitario JC Factory. El EP consta de cinco canciones de composición propia, incluido el sencillo principal Hello y su canción lanzada anteriormente Time. Ganó su primer premio en un programa musical como solista en The Show de SBS M por Hello el 19 de septiembre.

### Como actor
En 2019 Jaechan obtuvo su primer papel protagonista en una serie web de Tooniverse, My YouTube Diary, junto con su compañero de grupo Munik.
El 12 de enero de 2022 la plataforma de televisión surcoreana Watcha anunció que Park Jae-chan protagonizaría la adaptación de la novela web BL Semantic Error. Jaechan aceptó el papel protagonista pese a que el género de la serie, centrado en una relación homoerótica masculina, causaba preocupaciones en su compañía por las repercusiones que pudiera tener en su imagen de ídolo. Sin embargo, la popularidad de la serie provocó un aumento del apoyo a DKZ. En abril de 2022 Jaechan fue incluido en 2022 Korea Power Celebrity 40 - Rising Star de Forbes Corea por la atención que obtuvo por su interpretación en dicha serie.

## Discografía

### EPs
| Título     | Detalles | Clasificación | Ventas          |
| Título     | Detalles | COR           | Ventas          |
| ---------- | --- | ------------- | --------------- |
| JC Factory | - Publicado: 6 de septiembre de 2023 - Etiquetas: Dongyo Entertainment, Genie Music - Formatos: CD, descarga digital, streaming Ver listaLista de canciones 1. "Hello" 2. "Oh Girl" 3. "MAYB" (어쩜) (con Nathania) 4. "Replay" 5. "Time" (시간) | 10            | - Corea: 88.615 |

### Sencillos
| Título                                                                                   | Año                    | Clasificación          | Álbum                                    |
| Título                                                                                   | Año                    | COR                    | Álbum                                    |
| Como artista principal                                                                   | Como artista principal | Como artista principal | Como artista principal                   |
| ---------------------------------------------------------------------------------------- | ---------------------- | ---------------------- | ---------------------------------------- |
| Hello                                                                                    | 2023                   | 38                     | JC Factory                               |
| Apariciones en bandas sonoras                                                            |                        |                        |                                          |
| 나의 계절에게 (Nuestra temporada)                                                        | 2022                   | —                      | Our Season: Spring with Park Jaechan OST |
| "—" indica lanzamientos que no figuraron en las listas o no se publicaron en esa región. |                        |                        |                                          |

### Otras canciones registradas
| Título                     | Año  | Clasificación | Álbum      |
| Título                     | Año  | COR Down.     | Álbum      |
| -------------------------- | ---- | ------------- | ---------- |
| MAYB (어쩜) (con Nathania) | 2023 | 136           | JC Factory |
| Oh Girl                    | 2023 | 138           | JC Factory |
| Replay                     | 2023 | 141           | JC Factory |

### Créditos musicales
Créditos musicales adaptados de la base de datos de la Asociación Coreana de Derechos de Autor de Música, a menos que se indique lo contrario.
| Año  | Artista | Canción                                         | Álbum                                               | Letra      | Letra                                           | Música     | Música                           | Arreglos   | Arreglos                                           |
| Año  | Artista | Canción                                         | Álbum                                               | Acreditado | Con                                             | Acreditado | Con                              | Acreditado | Con                                                |
| ---- | --- | ----------------------------------------------- | --------------------------------------------------- | ---------- | ----------------------------------------------- | ---------- | -------------------------------- | ---------- | -------------------------------------------------- |
| 2019 | Dongkiz | Dreaming You (상상 속의 너)                     | "Dreaming You" (상상속의 너)                        | Sí         | Jeong Jae-yeop, Lee Jae-wook                    | No         | —                                | No         | —                                                  |
| 2020 | Dongkiz | Beautiful (아름다워)                            | "Ego" (自我)                                        | Sí         | Lee Seu-ran, Manseong                           | No         | —                                | No         | —                                                  |
| 2020 | Dongkiz | It's All Right                                  | —                                                   | Sí         | Kyoungyoon, Munik, Wondae, Jonghyeong           | Sí         | —                                | Sí         | AKB                                                |
| 2021 | Dongkiz | Give You                                        | "Youniverse"                                        | Sí         | —                                               | Sí         | —                                | Sí         | —                                                  |
| 2021 | Dongkiz | 2021 (Memories)                                 | —                                                   | Sí         | Kyoungyoon, Jonghyeong                          | Sí         | Cray Bin, 소리, ALOHA            | No         | —                                                  |
| 2022 | A.C.E, AleXa, BAND FAMOUS, BE'O, cignature, Dongkiz, Everglow, KAACHI, MAJORS, MCND, San E, Kim Sehwang, Woo Jeewon, YEGNY, YOURS | BETTER TOGETHER (To Beat Covid-19) [prod. SL.P] | —                                                   | Sí         | CASTLE J, BE'O, 류호석, San E                   | No         | —                                | No         | —                                                  |
| 2022 | DKZ | Cupid (사랑도둑) (Acoustic ver.)                | "Chase Episode 2. Maum"                             | No         | —                                               | No         | —                                | Sí         | Cray Bin, Kyoungyoon                               |
| 2022 | Jaechan | Our Season (나의계절에게)                       | —                                                   | Sí         | —                                               | Sí         | Cray Bin                         | —          | Cray Bin, Zwoo, Aloha, Kim Daehyun                 |
| 2022 | DKZ | Uh-Heung (호랑이가 쫓아온다)                    | "Chase Episode 3. Beum"                             | Sí         | Cray Bin                                        | No         | —                                | No         | —                                                  |
| 2022 | DKZ | 2022 (Forever)                                  | "DKZ Year End Project Song 'It's All Right Part.3'" | Sí         | Mingyu, Kyoungyoon, Sehyeon, Jonghyeong, Giseok | Sí         | —                                | No         | —                                                  |
| 2023 | DKZ | Harmony                                         | "Harmony"                                           | Sí         | Cray Bin                                        | No         | —                                | No         | —                                                  |
| 2023 | Jaechan | Hello                                           | "JC Factory"                                        | Sí         | Yoon Ye-ji, Lee Hye-ryeon, Yoonyoon             | Sí         | Jabong, Blood Circle, Sam Carter | No         | —                                                  |
| 2023 | Jaechan | MAYB (어쩜 ()) (ft. Nathania)                   | "JC Factory"                                        | Sí         | CiELO                                           | Sí         | CiELO                            | No         | —                                                  |
| 2023 | Jaechan | Time                                            | "JC Factory"                                        | Sí         | —                                               | Sí         | Blood Circle, Ha Heon-je         | No         | —                                                  |
| 2023 | Jaechan | Replay                                          | "JC Factory"                                        | Sí         | —                                               | Sí         | BlueRhythm, CLEF CREW            | No         | —                                                  |
| 2023 | Jaechan | Oh Girl                                         | "JC Factory"                                        | Sí         | —                                               | Sí         | Cray Bin                         | No         | —                                                  |
| 2023 | DKZ | 2023 (Friends)                                  | "DKZ Year End Project Song 'It's All Right Part.4'" | Sí         | Mingyu, Sehyeon, Jonghyeong, Giseok             | No         | —                                | Sí         | Lee Dabin, Sori, Kim Minjeong, Kim Daehyun, Mingyu |

## Filmografía

### Cine
| Año  | Título                    | Papel         | Notas        | Ref.          |
| ---- | ------------------------- | ------------- | ------------ | ------------- |
| 2022 | Semantic Error: The Movie | Choo Sang-woo | Protagonista | [ 23 ] [ 24 ] |

### Series de televisión
| Año     | Título            | Papel        | Canal     | Notas        | Ref.                 |
| ------- | ----------------- | ------------ | --------- | ------------ | -------------------- |
| 2024    | Bitter Sweet Hell | Choi Do-hyun | MBC       |              | [ 25 ] [ 26 ]        |
| 2024    | My Sweet Mobster  | Seo Dong-hee | JTBC      |              | [ 27 ]               |
| 2024-25 | Check-in Hanyang  | Go soo-ra    | Channel A | Protagonista | [ 28 ] [ 29 ] [ 30 ] |

### Series web
| Año  | Título                                | Plataforma       | Papel                               | Notas                        | Ref.   |
| ---- | ------------------------------------- | ---------------- | ----------------------------------- | ---------------------------- | ------ |
| 2019 | My YouTube Diary                      | Tooniverse       | Kang Heon / «Sweet Honey»           | Reparto                      | [ 14 ] |
| 2020 | My YouTube Diary 2                    | Tooniverse       | Kang Heon                           | Cameo (ep. 1)                |        |
| 2020 | Can You Deliver Time?                 | YouTube          | Kim Do Hyun                         | Protagonista (ep. 5-7)       | [ 31 ] |
| 2020 | No Going Back Romance                 | Naver TV, V Live | Jung Han Kyul                       | Protagonista                 | [ 32 ] |
| 2020 | YouTuber Class                        | Naver TV, V Live | Park Bo Hyun                        | Protagonista                 | [ 33 ] |
| 2021 | I:LOVE:DM                             | V Live           | Park Jae Chan                       | Protagonista                 | [ 34 ] |
| 2021 | Youtuber Class Season 2               | Naver TV         | Park Bo Hyun                        | Protagonista                 | [ 35 ] |
| 2021 | Cotton Candy Youngest Manager's Diary | YouTube          | Él mismo / Director de Cotton Candy | Derivación de Idol: The Coup | [ 36 ] |
| 2022 | Semantic Error                        | WATCHA           | Chu Sang Woo                        | Protagonista                 | [ 37 ] |

### Espectáculos de televisión
| Año  | Título              | Función     | Canal  | Notas                    | Ref.   |
| ---- | ------------------- | ----------- | ------ | ------------------------ | ------ |
| 2020 | King of Mask Singer | Concursante | MBC TV | Cheerful Manga (ep. 281) | [ 38 ] |

### Espectáculos web
| Año     | Título                                | Función     | Plataforma          | Ref.   |
| ------- | ------------------------------------- | ----------- | ------------------- | ------ |
| 2022    | Our Season: Spring with Park Jae Chan | Él mismo    | WATCHA & GagaOOLala | [ 39 ] |
| 2022-23 | It's A Dream                          | Presentador | Naver NOW           | [ 40 ] |

## Programas de radio
| Año  | Título    | Emisora     | Papel | Notas                   | Ref.   |
| ---- | --------- | ----------- | ----- | ----------------------- | ------ |
| 2022 | Station Z | KBS Cool FM | DJ    | 25 de mayo-17 de agosto | [ 41 ] |

## Premios y nominaciones
| Año  | Premios                          | Categoría                          | Candidato                                       | Resultado | Ref.          |
| ---- | -------------------------------- | ---------------------------------- | ----------------------------------------------- | --------- | ------------- |
| 2022 | APAN Star Awards                 | Estrella popular                   | Semantic Error                                  | Ganador   | [ 42 ]        |
| 2022 | APAN Star Awards                 | Mejor pareja                       | Park Jae-chan y Park Seo-ham por Semantic Error | Ganadores | [ 42 ]        |
| 2023 | APAN Star Awards                 | Estrella popular                   | Park Jae-chan                                   | Nominado  | [ 43 ]        |
| 2023 | APAN Star Awards                 | Estrella global                    | Park Jae-chan                                   | Nominado  | [ 43 ]        |
| 2022 | Asia Artist Awards               | Actor más popular Idol Plus        | Park Jae-chan                                   | Nominado  | [ 44 ]        |
| 2023 | Asia Artist Awards               | Actor más popular                  | Park Jae-chan                                   | Nominado  | [ 45 ]        |
| 2023 | Asia Artist Awards               | Premio Nueva Ola (Televisión/Cine) | Park Jae-chan                                   | Ganador   | [ 46 ]        |
| 2022 | Blue Dragon Series Awards        | Mejor actor revelación             | Park Jae-chan y Park Seo-ham por Semantic Error | Nominados | [ 47 ] [ 48 ] |
| 2022 | Blue Dragon Series Awards        | Estrella popular                   | Park Jae-chan                                   | Ganador   | [ 49 ]        |
| 2023 | Blue Dragon Series Awards        | Estrella popular                   | Park Jae-chan                                   | Ganador   | [ 50 ]        |
| 2023 | Blue Dragon Series Awards        | BSO más popular                    | «Our Season»                                    | Ganador   | [ 50 ]        |
| 2022 | Brand of the Year Awards         | Ídolo actor del año                | Park Jae-chan                                   | Ganador   | [ 52 ]        |
| 2022 | Grand Bell Awards                | Premio Nueva Ola (Actor)           | Semantic Error: The Movie                       | Ganador   | [ 53 ]        |
| 2023 | Korea First Brand Awards         | Live Streaming Show DJ             | It's A Dream                                    | Ganador   | [ 55 ]        |
| 2024 | Korea First Brand Awards         | Mejor solista masculino            | Park Jae-chan                                   | Nominado  | [ 56 ]        |
| 2022 | Seoul International Drama Awards | Mejor ídolo K-Pop                  | Semantic Error                                  | Nominado  | [ 57 ]        |
| 2022 | Seoul International Drama Awards | Mejor actor coreano                | Semantic Error                                  | Nominado  | [ 57 ]        |